# 朝吹亮二
朝吹 亮二（あさぶき りょうじ、1952年4月30日 - ）は、日本のフランス文学者、詩人であり、慶應義塾大学名誉教授である。学位は文学修士（慶應義塾大学・1979年）を有する。

## 学歴・職歴
東京都出身。暁星小学校、暁星中学校、暁星高等学校を経て、1975年慶應義塾大学文学部フランス文学科を卒業。1979年には同大学院文学研究科フランス文学専攻修士課程を修了し、1982年に同大学院文学研究科フランス文学専攻博士課程単位取得退学。1979年に文学修士の学位を取得した。1997年、慶應義塾大学法学部教授に就任。専門はフランス近・現代詩、シュルレアリスムである。

## 詩人としての活動
詩人としては、『opus』、『密室論』、『明るい箱』、『現代詩文庫　朝吹亮二詩集』などの作品がある。1987年、詩集『opus』で第25回藤村記念歴程賞を受賞。翌1988年には、同作で第1回三島由紀夫賞候補となった。長らく詩作から離れていた時期もあったが、2008年に詩誌『水火』に松浦寿輝、川上弘美とともに参加し、詩作を再開した。2011年には、16年ぶりの詩集となる『まばゆいばかりの』で第2回鮎川信夫賞を受賞。2016年には、シュルレアリスムの創始者であるアンドレ・ブルトンの詩を取り上げた研究書『アンドレ・ブルトンの詩的世界』で福澤賞を受賞した。

## 家系
曽祖父に実業家の朝吹英二、陸軍中将の長岡外史、元立憲政友会正統派総裁の久原房之助、祖父に実業家の朝吹常吉、元衆議院議長の石井光次郎、父にフランス文学者の朝吹三吉がいる。叔母にフランス文学者の朝吹登水子、シャンソン歌手の石井好子がおり、ノーベル化学賞受賞者の野依良治は親族にあたる。また、娘に芥川龍之介賞作家の朝吹真理子がいる。

## 親族
- 朝吹英二（父方曾祖父）
- 長岡外史（母方曾祖父）
- 久原房之助（母方曾祖父）
- 朝吹常吉（父方祖父）
- 石井光次郎（母方祖父）
- 朝吹三吉（父）
- 朝吹登水子（叔母）
- 石井好子（叔母）
- 朝吹真理子（娘）

そのほかにも、縁戚関係のある人物として牛場暁夫（義従弟）などがいるが、ここでは親族に限定して記載した。

## 略歴
- 1952年 - 誕生。
- 1975年 - 慶應義塾大学文学部卒業。
- 1979年 - 慶應義塾大学大学院文学研究科修士課程修了。
- 1982年 - 慶應塾大学大学院文学研究科博士課程単位取得退学。
- 1983年 - 慶應義塾大学法学部講師。
- 1990年 - 慶應義塾大学法学部助教授。
- 1997年 - 慶應義塾大学法学部教授。

## 賞歴
- 1987年 - 第25回藤村記念歴程賞。
- 2011年 - 第2回鮎川信夫賞詩集部門。
- 2016年 - 福澤賞

## 著書
- 『終焉と王国 詩集』青銅社 1979
- 『封印せよその額に』青銅社 1982
- 『朝吹亮二詩集』思潮社(詩・生成) 1985
- 『opus』思潮社 1987

（なおopusの読み方は「オーパス」「オピュス」など諸説あるが、本文には「オプス」と表記されている。）
- 『密室論』七月堂 1989
- 『朝吹亮二詩集』思潮社(現代詩文庫）　1992
- 『An Anthology of Contemporary Japanese Poetry』Leith Morton著 Garland Publishing（英訳、アンソロジー） 1993
- 『明るい箱』思潮社 1994
- 『まばゆいばかりの』思潮社 2010
- 『記号論』松浦寿輝共著 思潮社 1985

## 論文
- 朝吹亮二
- 『瀧口修造におけるコラボレーションと集団的想像力』科学研究費補助金研究成果報告書、日本学術振興会、2012

共著
- 『アンドレ・ブルトンの詩的世界』慶應義塾大学出版会、2015

## 共作
現代音楽家の高橋悠治は、1991年に朝吹の詩「水」「opus 76」に音楽を付けている。また1994年には高橋悠治と慶應義塾大学三田キャンパスでのイベント「誌をめぐるコラボレーション」にてライブパフォーマンスをしている。

## 人物
詩誌『水火』に、幼少期のフランスでの生活を思わせる記述がある。朗読パフォーマンスには否定的である。FacebookやTwitterなどから、愛猫家としても知られている。趣味はギター製作。

暁星高校時代の短期間、親戚である成毛滋の紹介で、近田春夫（当時、慶應義塾高等高校に在学）とバンドを組んでいた。パートはベース。レパートリーはレッド・ツェッペリンやブラインド・フェイスなど。バンド名は最後までなかったという。